# Máquina del tiempo DeLorean
La máquina del tiempo DeLorean, en inglés DeLorean time machine, es un artefacto ficticio para realizar un viaje a través del tiempo de la trilogía de películas de Back to the Future, basado en el DMC DeLorean de 1981. Fue inventada por el doctor Emmett Brown en 1985.

## Uso
Es una máquina del tiempo de la película Back to the Future en un DMC DeLorean. Los circuitos del tiempo indican a una persona que la utilice a dónde va, dónde está y dónde ha estado. Cuando el vehículo acelera a 88 mph (142 km/h), empieza el desplazamiento temporal, en donde el condensador de flujo empieza a producir electricidad que llega la defensa, en donde de los neumáticos salen llamas de fuego por fricción, y en donde el auto llega a 88 mph (142 km/h), desapareciendo en una nube de partículas y un par de líneas de fuego provocados por la mecánica cuántica.
Después de la explosión de partículas, se dice que el auto ha viajado a la fecha que se indicó en los circuitos del tiempo.

## Transformaciones
Durante la trilogía el DeLorean ha tenido las siguientes transformaciones:
- 1.ª: El DeLorean originalmente tenía las mismas funciones que un auto normal, es decir, utiliza combustible ordinario para su funcionamiento, pero añadiendo la capacidad de viajar en el tiempo haciendo uso de plutonio.
- 2.ª: El DeLorean después de viajar al año 2015 tuvo algunas mejoras. Podía flotar y volar en el aire cuando sus ruedas se volteaban horizontalmente, y además ya no se necesitaba plutonio para que pudiera viajar en el tiempo, ya que se le fue instalado un Reactor de energía casero (Home energy Reactor), un avanzado sistema de transformación de basura y residuos en energía creado por la ficticia empresa "Mr Fusion".
- 3.ª: Debido a un forzado viaje en el tiempo a 1885 producido por un rayo generado en la tormenta de 1955, el DeLorean sufrió daños importantes; ya no podía volar ni encender producto de un microchip quemado. Además, al pasar encerrado en una cueva por casi 70 años, sus neumáticos casi se desintegraron. Doc Brown de 1955, siguiendo las instrucciones del Doc 1985, reparó las funciones básicas del vehículo para que éste funcionara suficientemente bien como para realizar viajes en el tiempo otra vez. Reparó el chip quemado con un exuberante equipo montado sobre el cofre y añadió neumáticos clásicos de 1955.

Cuando el DeLorean aparece en una fecha, lo hace con destellos azules y en movimiento.

## Elementos
A lo largo de la trilogía de Back to the Future, el coche ha mostrado elementos que ayudan a viajar por el tiempo.

### Condensador de flujo

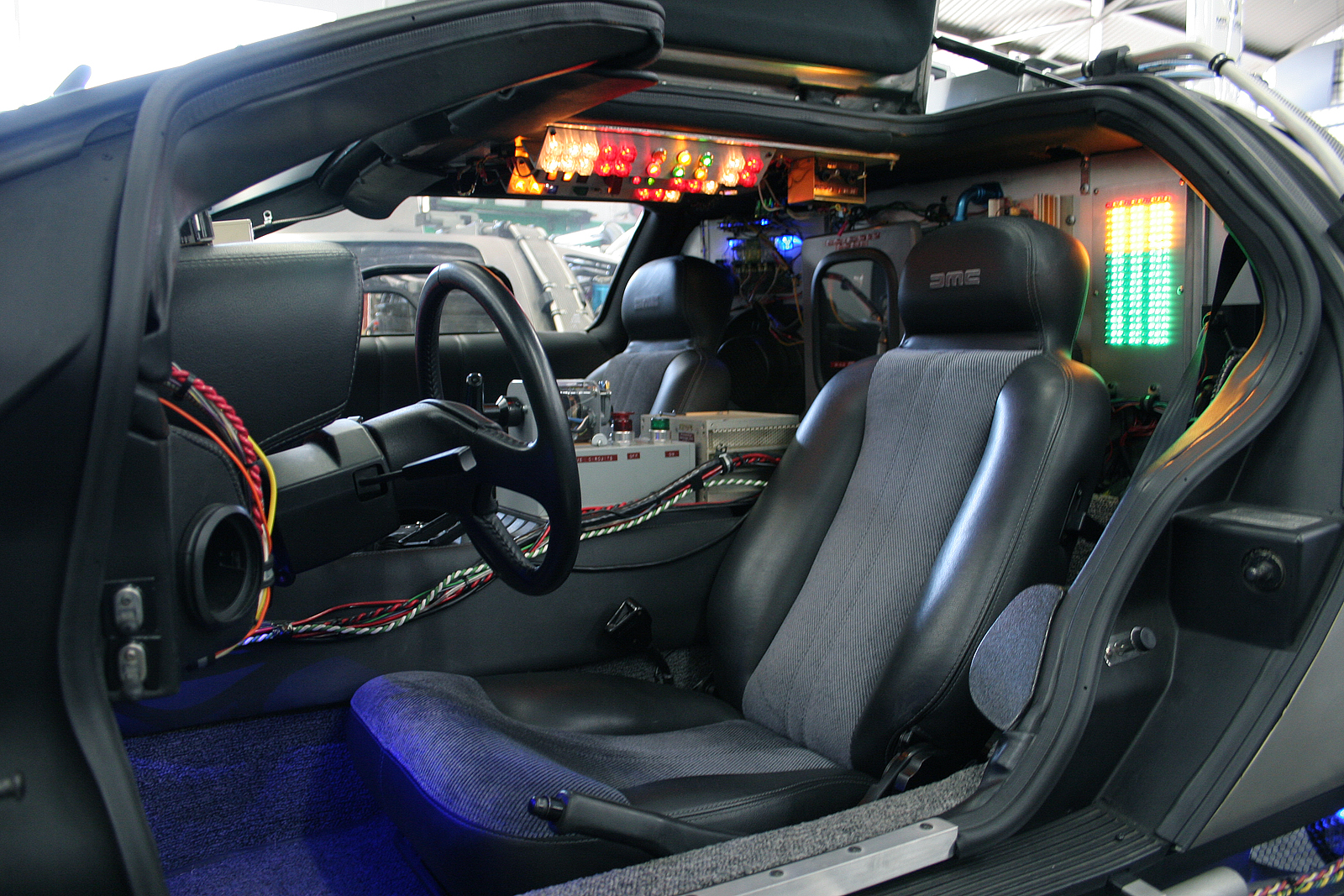
El interior de una máquina del tiempo DeLorean, con un condensador de flujo detrás del asiento del conductor.

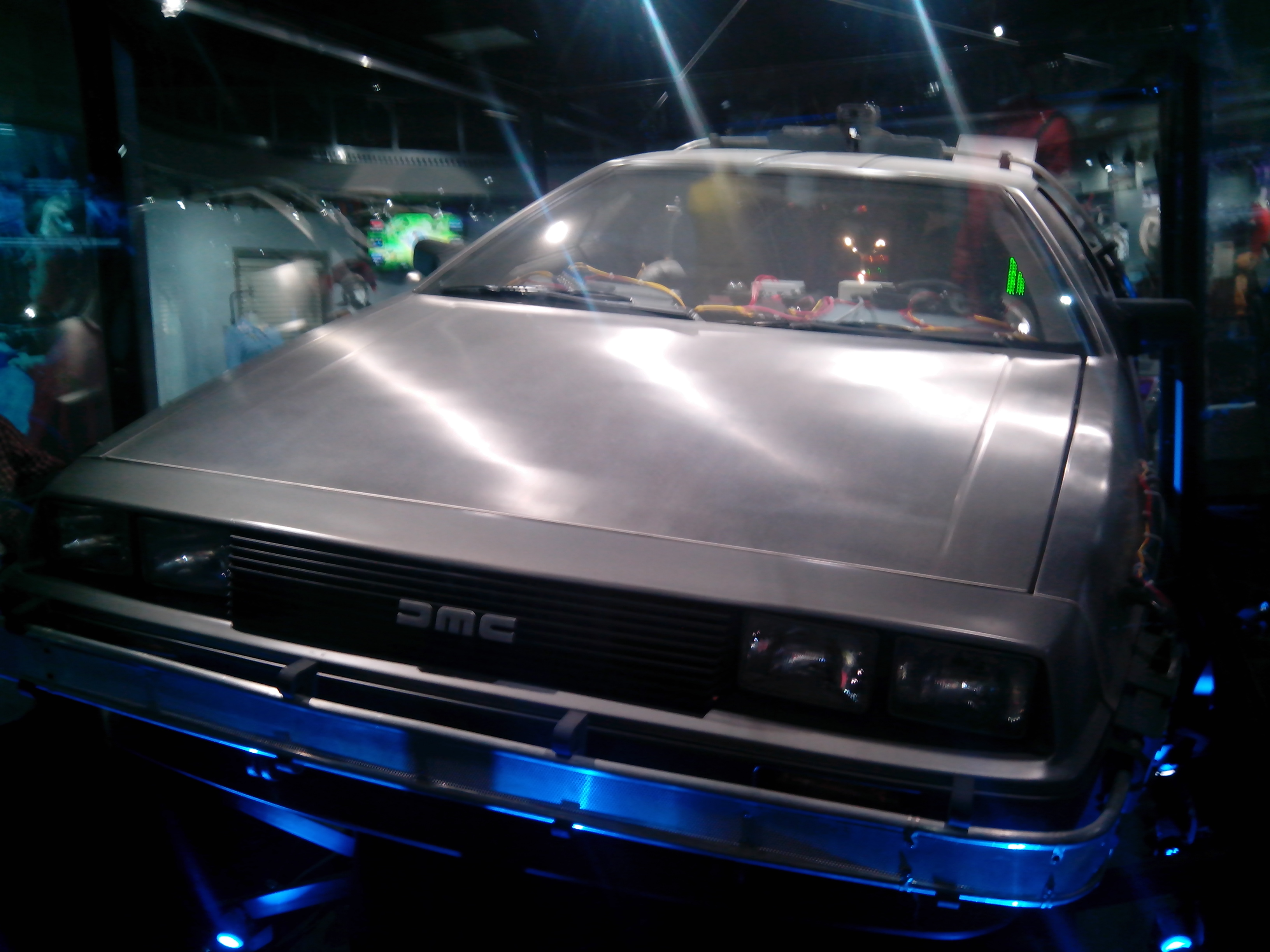
DeLorean en Universal Studios Hollywood.

El condensador de flujo es una serie de cuyos cables que se encuentran detrás del asiento del conductor y es un elemento importante, debido a que se sabe que este es el que hace posibles los viajes en el tiempo y forman una "Y". Cuando el DeLorean llega a la velocidad de 88 mph (142 km/h) el condensador lanza rayos desde la pantalla de rayos de flujos y estos rayos se detienen hasta el parachoques hasta iluminarse y haciendo estallar el DeLorean en una nube de partículas y dos líneas de fuego dejadas por los neumáticos, debido a la mecánica cuántica.
La película no aclara cómo funciona exactamente el condensador de flujo. Consiste en una caja con tres pequeñas lámparas incandescentes centelleantes, colocadas en forma de "Y", situada por encima y detrás de los asientos del DMC DeLorean. Cuando el automóvil se aproxima a una velocidad de 88 mph (142 km/h), la luz que emiten las lámparas del condensador de flujo destellan con más rapidez, hasta emitir una luz constante. La carrocería de acero inoxidable del DeLorean produce la "dispersión del flujo" cuando el condensador se activa, aunque el inventor es interrumpido antes de que pueda finalizar la explicación acerca de su funcionamiento. Es posible apreciar cómo desde la parte superior del vehículo sale un haz de energía que abre una discontinuidad frente al DeLorean, el cual acaba por internarse finalmente en la misma en un estallido de luz y humo, dejando un par de estelas ígneas como prueba del suceso.
Al final de la tercera película de la trilogía, cuando el Doc. Brown convierte una locomotora de vapor en una máquina del tiempo, el condensador de flujo se encuentra situado en la posición habitual de la caldera.

### Parachoques
Este es un parachoques de acero inoxidable, en donde los rayos de flujo caen desde la pantalla de flujo y estos se van consumiendo hasta que el DeLorean estalla en una nube de partículas.

### Circuitos del tiempo
Los circuitos del tiempo son una pantalla que está sobre el estéreo y están conectados con la palanca de cambios, estos circuitos son los que indican cómo se va a viajar por el tiempo, este está dividido en tres nomenclaturas:
1. La nomenclatura en rojo indica la fecha de destino.
2. La nomenclatura en verde indica donde se está actualmente.
3. La nomenclatura en amarillo indica dónde se estuvo por última vez.[4]

Para viajar en el tiempo se debe marcar la fecha y hora con un teclado; al alcanzar la velocidad de 88 mph (142 km/h) y el Delorean viaja por el tiempo.

### Torres de enfriamiento
Las torres de enfriamiento traseras con rejillas enfrían el plutonio después de ser consumido por el tanque del DeLorean. Estas sacan vapor después de haber experimentado un viaje por el tiempo.

### Combustible
El DeLorean funciona con dos combustibles distintos: el primero y más importante de todos es la gasolina, ya que es el combustible principal del mismo motor de combustión interna del propio vehículo y el segundo que vendría siendo el plutonio, el cual es necesario para que la máquina del tiempo genere una corriente eléctrica de 1.21 gigavatios de energía, palabra que surgió al improvisar el diálogo, este último es el que hace que los circuitos del tiempo y el condensador de flujo funcionen. Durante los acontecimientos de la segunda película, el reactor de plutonio fue reemplazado por un nuevo reactor casero llamado "Señor Fusión" en el año 2015, el cual reemplaza el uso de plutonio de su versión inicial, por este nuevo reactor funciona con únicamente basura y otros desechos, a diferencia del plutonio que es muy difícil de conseguir.

## Posibilidades de otra máquina
El condensador de flujo nunca fue destruido, solamente el DeLorean. Así que se puede construir otra máquina con los planos, un DeLorean nuevo y plutonio, ya que se tiene el condensador y los circuitos y otras piezas de importancia en la máquina.

## Otras máquinas del tiempo
- Nuevo DMC DeLorean: aparece en la serie animada, en donde es un DMC DeLorean con tubos de presión y un tablero de destino, donde se selecciona en qué lugar se viajará en el tiempo además de tener un micrófono para poder activarse por voz.

- Tren Julio Verne: una locomotora de vapor con un sistema de vuelo, propulsores traseros y un condensador de flujo instalado sobre la caldera.[7]

## Fechas visitadas
- 26 de octubre de 1985, 01:21 (1 minuto al futuro)
- 5 de noviembre de 1955, 06:00
- 26 de octubre de 1985, 01:24
- 21 de octubre del 2015, 16:29
- 12 de noviembre del 1955, 18:38
- 21 de octubre del 2015, 19:28
- 26 de octubre de 1985, 21:00 (segunda línea temporal)
- 12 de noviembre de 1955, 06:00
- 1 de enero de 1885, 00:00
- 2 de septiembre de 1885, 12:00
- 27 de octubre de 1985, 11:00

## Especificaciones

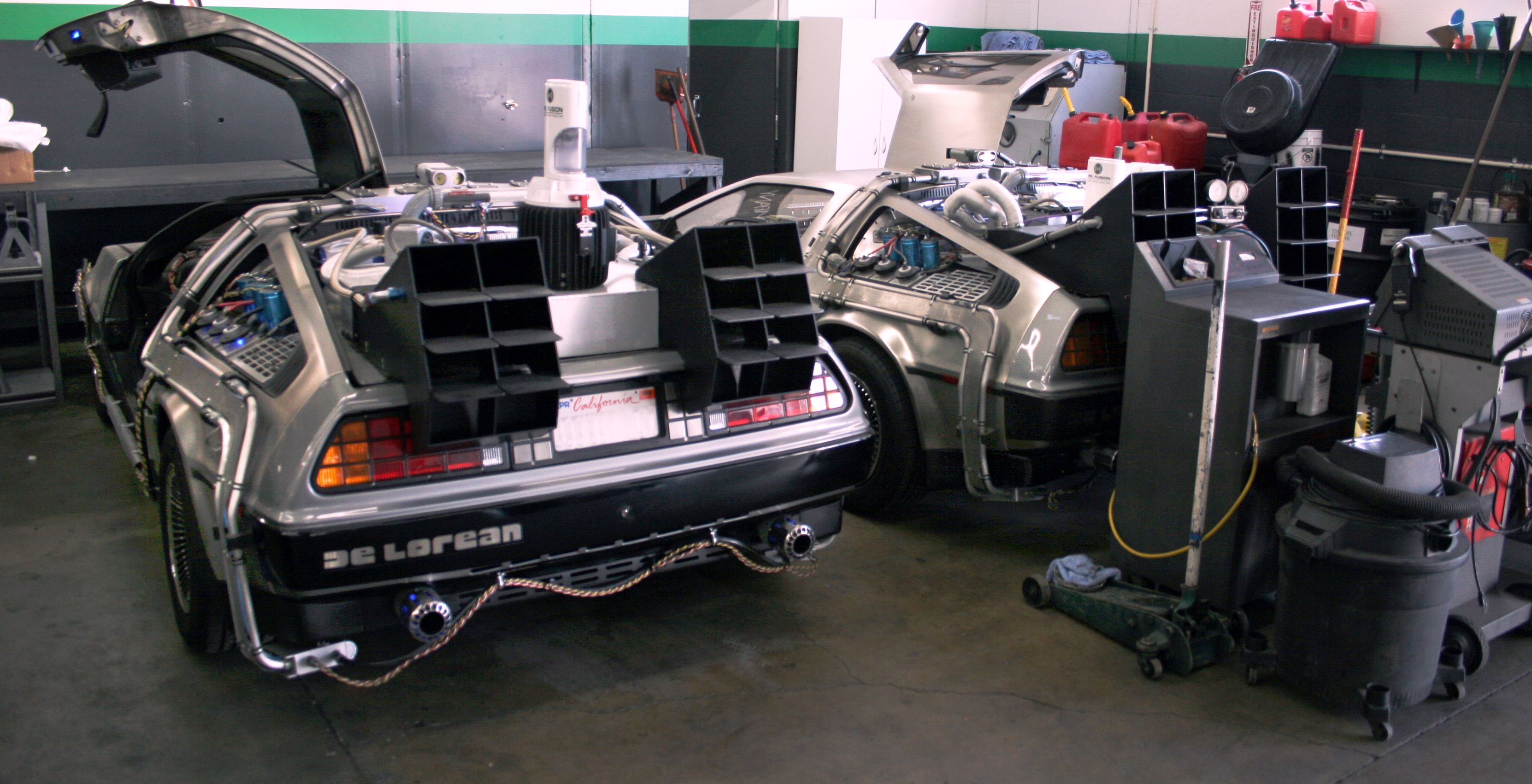
Dos réplicas de la máquina del tiempo DeLorean.

| Materiales del motor   | Bloque y cabezas de aleación de aluminio ligera                  |
| Distribución           | SOHC 2 válvulas por cilindro (12 en total)                       |
| Alimentación           | Inyección de combustible Bosch K-Jetronic, naturalmente aspirado |
| Diámetro x carrera     | 91 x 73 mm (3,58 x 2,87 pulgadas)                                |
| Relación de compresión | 8.8:1                                                            |
| Potencia máxima        | 130 HP (132 CV; 97 kW) @ 5500 rpm                                |
| Par máximo             | 208 N·m (153 lb·pie) @ 2750 rpm                                  |
| Distribución de peso   | 35% delantero y 65% trasero                                      |

## Réplicas
Hasta abril de 2021, aproximadamente 115 unidades del DeLorean habían sido convertidas en réplicas de la máquina del tiempo de Back to the Future.